# Nzg modelos
Nzg modelles (Nürnberger Zinkdruckguß-Modelle GmbHen en alemán), en español Modelos Núremberg Diecast , es una compañía alemana que fábrica modelos a escala, sobre todo 1:50. Los modelos son de maquinaria pesada, coches y transportes pesados.

## Historia
Los hermanos Gerhard Schmid y Betty Hauer comenzaron el negocio en 1968 en el segundo piso de una tienda de muebles. Al final se terminaron mudando al polígono industrial Sigmundstraße. En 1970 empezaron a llevar marcas poco conocidas a Estados Unidos. Desde entonces han producido más de 700 modelos diferentes, fabricando más de 400,000 modelos al año.

## Los modelos
Los modelos están diseñados para exposición o museos, no para niños, por lo menos hasta los 12 años, de debido a su elevado precio, de 50€ a 500€, debido a su nivel de detalle, delicadeza y sofistificación. Los modelos suelen ser de maquinaria moderna, pero también la hay histórica. 